# Монти, Рафаэль
Рафаэль Монти (итал. Raffaelle Monti; 1818[…], Милан или Изео, Ломбардо-Венецианское королевство — 16 октября 1881[…], Лондон) — итальянский скульптор и поэт, многие годы работавший в Великобритании.

## Биография
Первые шаги в искусстве сделал под руководством своего отца, известного скульптора Гаэтано Маттео Монти, который работал в Миланском соборе и над памятниками, начатыми при Наполеоне. Учился в Императорской академии Милана.
Дебютировал рано и в 1838 году выиграл золотую медаль за скульптурную группу под названием «Александр укрощает Буцефала».
Принадлежал к Ломбардской школы живописи, которая доминировала в итальянской скульптуре в первой половине XIX века. В 1838 году был приглашен в Вену, где его работы были высоко оценены, проучился там четыре года, работал с мюнхенским скульптором Людвигом Шаллером на создании монументального фронтона для Национального музея в Будапеште. Вернулся в Милан в 1842 году. В 1846 году совершил свой первый визит в Англию, где создал мраморную скульптуру весталки в вуали для герцога Девонширского. но вновь вернулся в Италию в 1847 году и присоединился к Народной партии. Стал одним из главных офицеров Национальной гвардии.
После поражения кампании Рисорджименто 1848 года бежал из Италии в Англию, где оставался всю оставшуюся жизнь.
В 1851 году его работа «Ева после грехопадения» была показана на Международной выставке. Р. Монти создал ряд намогильных скульптур и памятников, наиболее заметными из которых являются памятник леди де Молей в Глостершире. Сотрудничал при строительстве Хрустального дворца, создав несколько статуй, а также наблюдая за установкой и реконструкцией скульптур Парфенона в своем греческом дворике. В 1857 году работал в загородном доме Ротшильда в Бакингемшире, а также в Королевском оперном театре в Ковент-Гардене.
Выставлялся в Королевской академии художеств в 1853, 1854 и 1860 годах. Вскоре заслужил признание в качестве ведущего скульптора со своей работой «Veiled Vestal». Отличался способностью передать иллюзию прозрачности в завуалированных мраморных фигурах. Всю работу по обработке мрамора Монти производил вручную, без применения каких – либо автоматизированных технологий.  Один из немногих скульпторов, которому удавалось создать настоящие шедевры — весталок — жриц греческой богини Весты, украшенных мраморной вуалью.
Монти в глазах общественности был наиболее популярным скульптором в начале 1860-х годов; его конная бронзовая статуя маркиза Лондондерри в гусарской форме была установлена в г. Дарем, а в 1862 году Монти выставил свою поэтическую аллегорическую скульптуру периода итальянского Рисорджименто «Сон печали и мечты радости» на Лондонской международной выставке.
Умер в нищете.

## Галерея

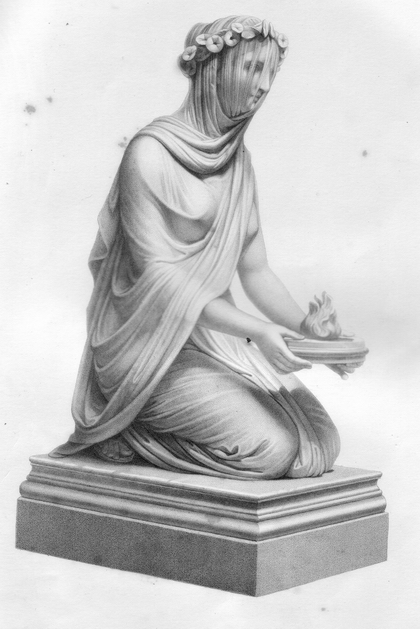
«Весталка в вуали». Статуя,  ок. 1848, Чатсуорт-хаус.
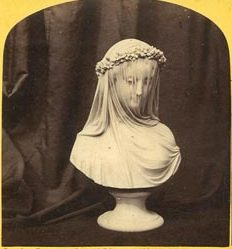
Весталка в вуали, бюст, 1862
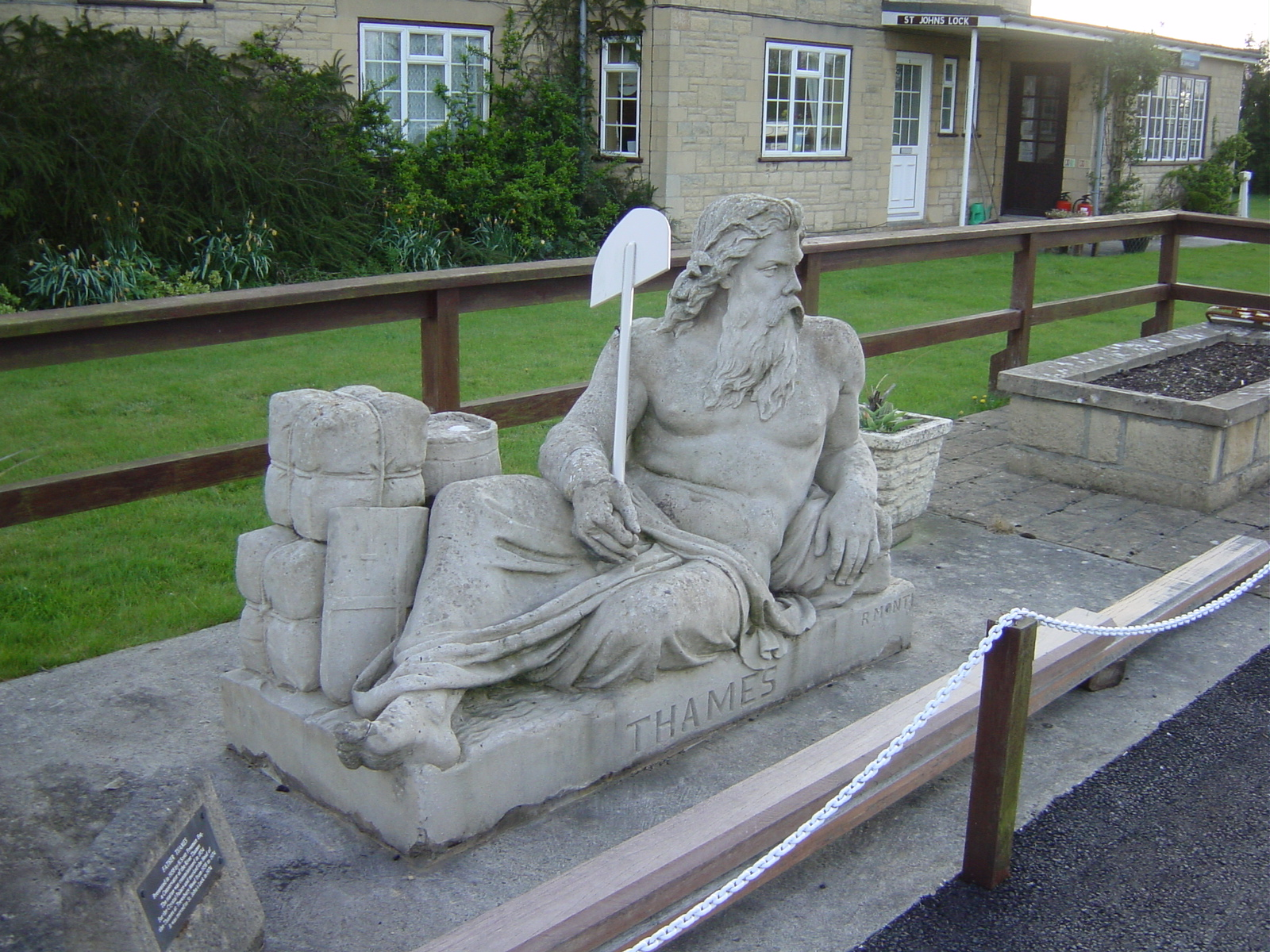
Аллегория «Отец Темза» ок. 1853
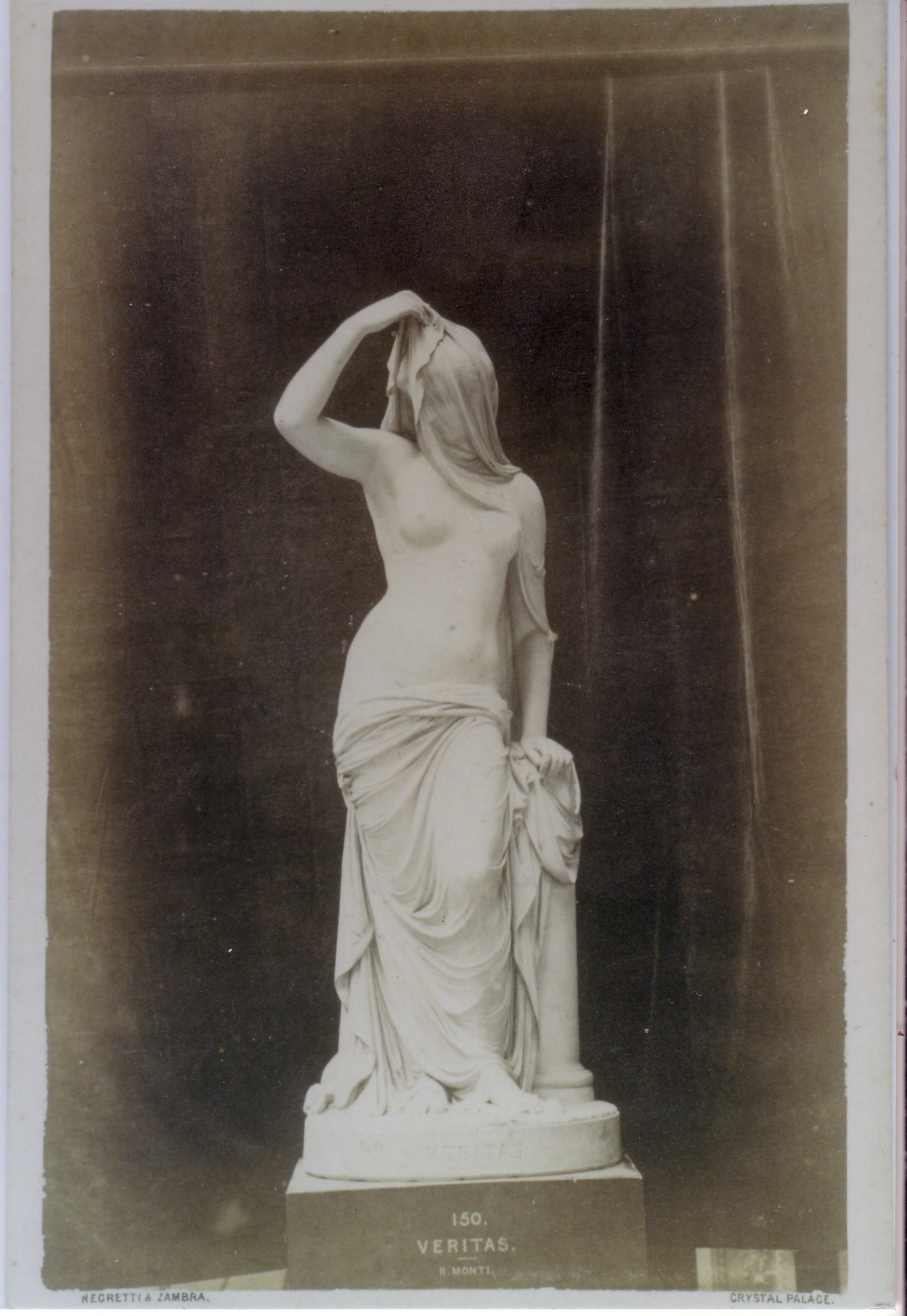
Аллегория «Правда». ок 1853. Хрустальный дворец разрушен в 1936 г.
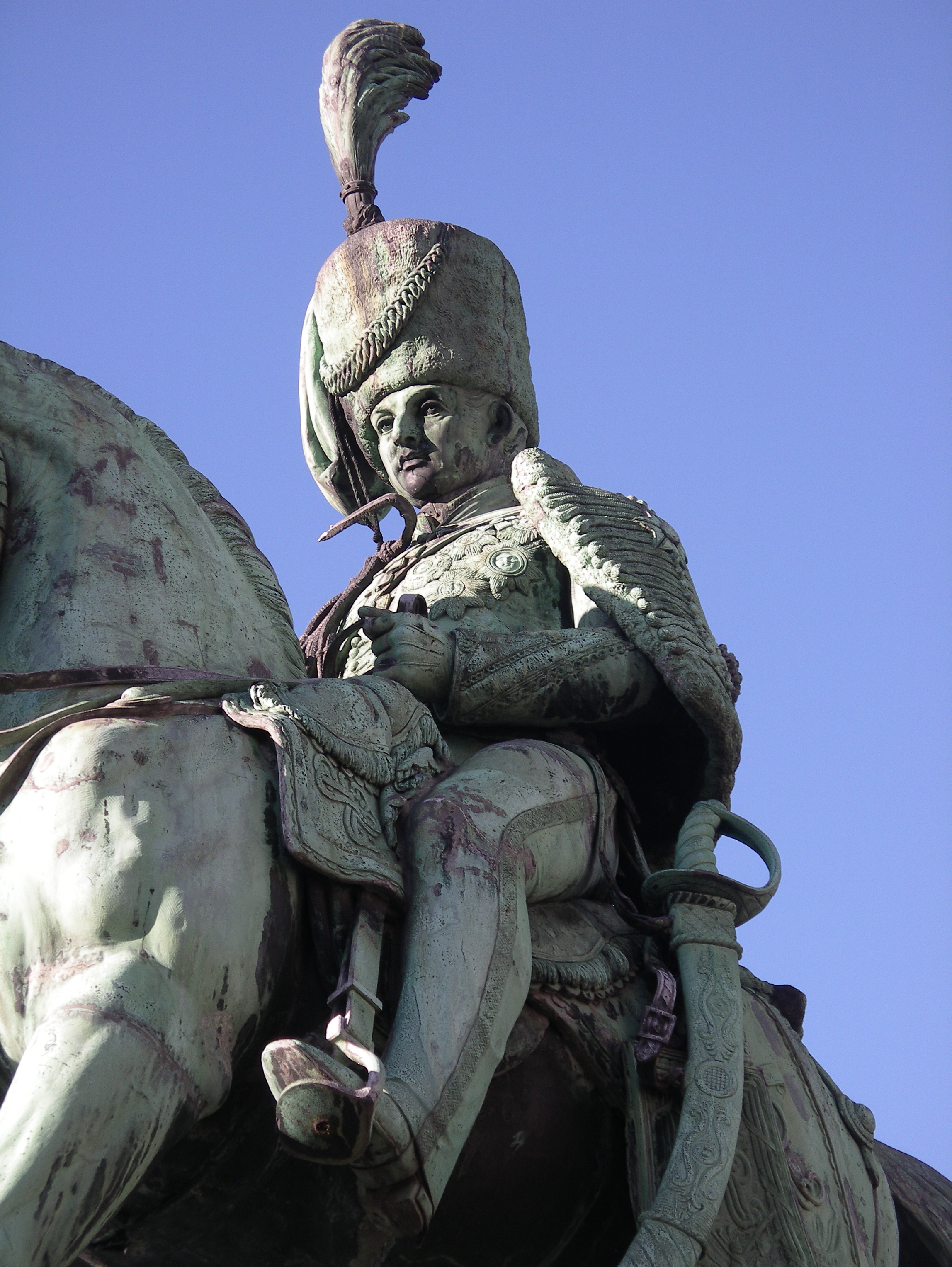
Фрагмент памятника Чарльзу Вейну, третьему маркизу Лондондерри ок. 1861  Дарем, Англия.
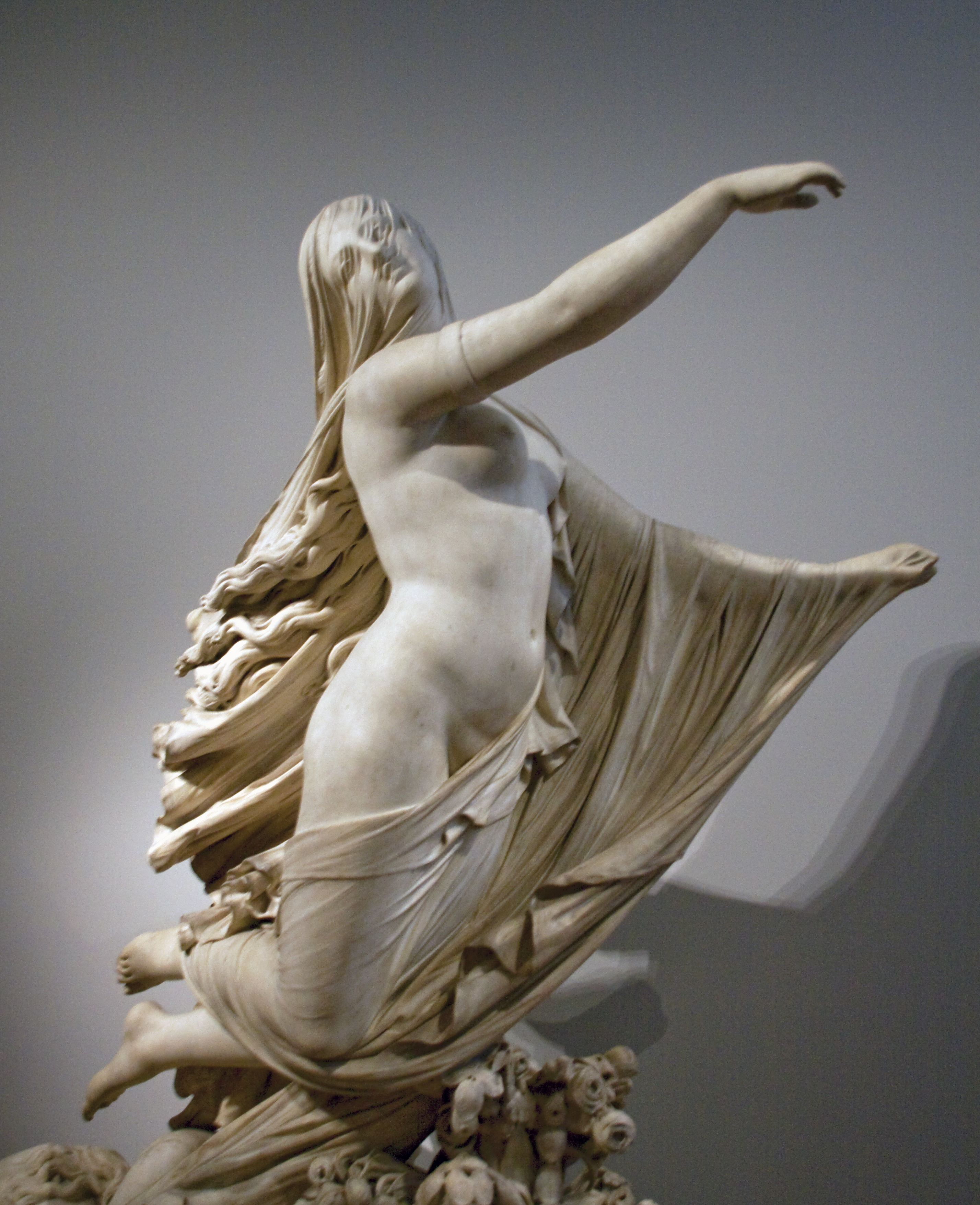
Аллегория «Сон печали и мечты радости». ок. 1862. Музей Виктории и Альберта
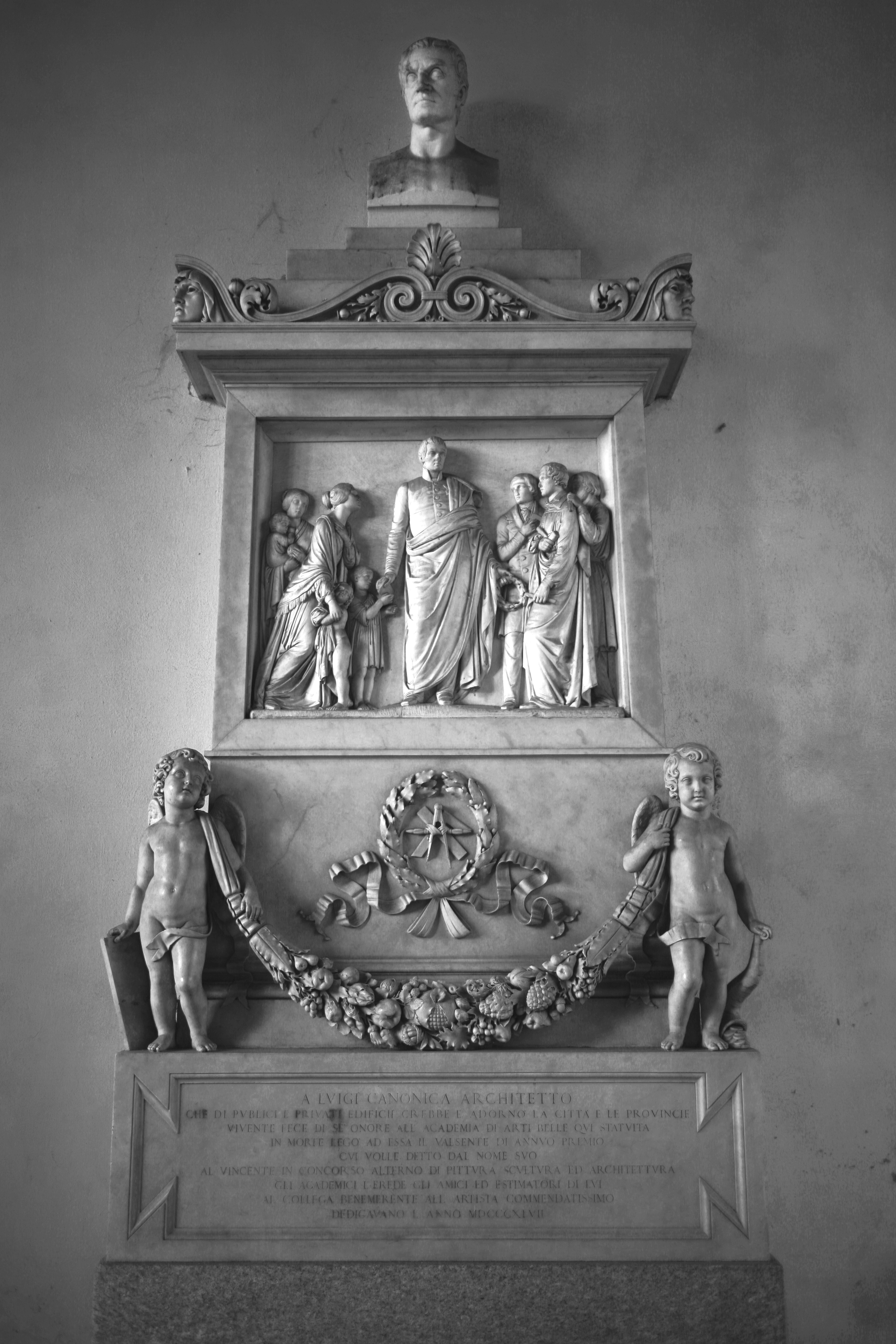
Памятник архитектору Луиджи Каноника
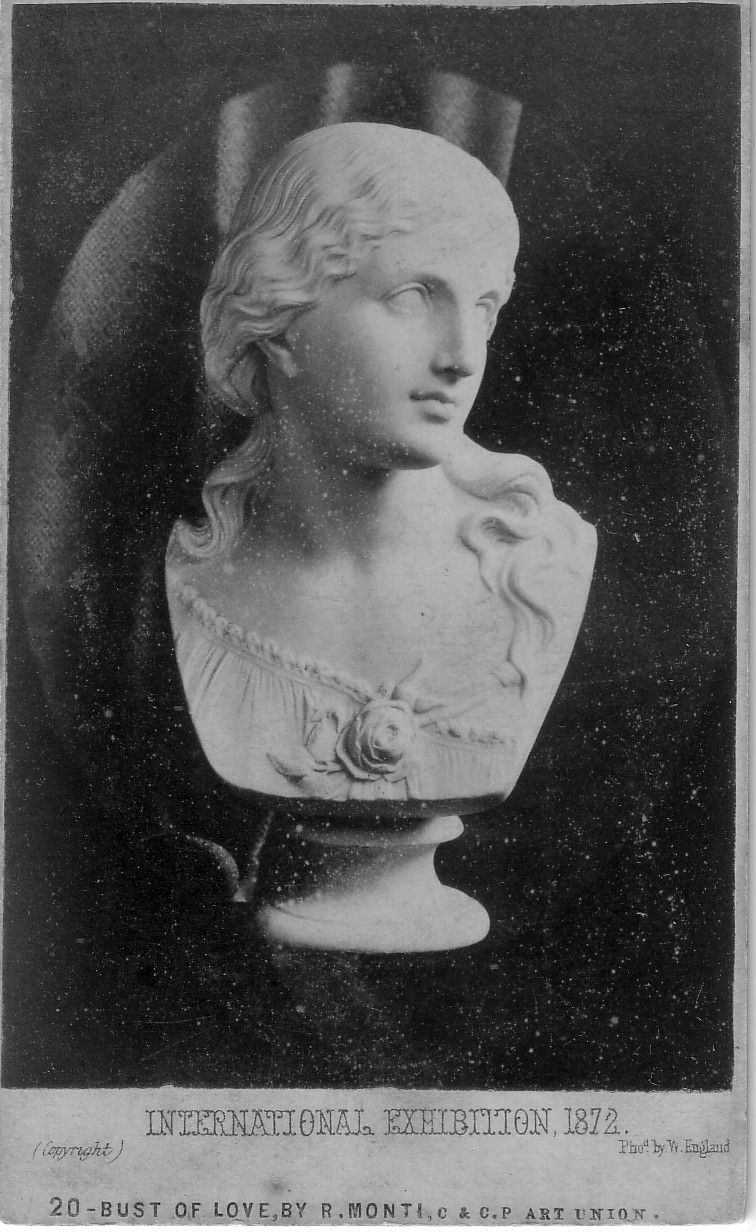
«Любовь». Фарфор. 1872